# Shoumeng
Kralj Shoumeng [Šoumeng] (寿梦) (? – 561. prije nove ere) bio je drevni Kinez, kralj države Wu (吳) u Kini. Bio je prvi kralj te države, premda ne i prvi vladar.
Bio je sin vladara Wua Quqija i njegove žene nepoznata imena.
Shoumeng je postao vladar 586. prije nove ere. Rabio je naslov wang – „kralj“; taj naslov je prije bio rezerviran samo za vladara cijele Kine iz dinastije Chou.
Shoumeng je sklopio savez s državom Jin. Napao je državu Chu.
Vladao je 25 godina.

## Djeca
- Liao od Wua
- Zhufan
- Yuji od Wua
- Yumei
- Jueyou (蹶由)
- Yanyu (掩余)
- Zhuyong (烛庸)
- Jizha (季札)